# Le Maître de l'amour
Pour plus de détails, voir Fiche technique et Distribution.
Le Maître de l'amour (titre original : Der Herr der Liebe) est un film muet allemand  réalisé par Fritz Lang sorti en 1919. 
Il est composé de quatre actes. Il s'agit du deuxième film de Fritz Lang après La Métisse. On note les rôles de Carl de Vogt et Gilda Langer, acteurs fétiches des débuts de Fritz Lang.

## Synopsis
L'action du film se déroule dans un pays proche des Carpates, dans le château du noble hongrois Vasile Disescu. Ce dernier est fiancé à Yvette, ce qui n'est pas sans provoquer le malheur d'une jeune et jolie servante, Stefana. Cette dernière fait tout pour suivre le maître du château dans ses moindres déplacement. Elle soupçonne en outre Yvette d'avoir ensorcelé Disescu avec une odeur magique, un parfum enivrant, qui lui aurait permis de prendre l'ascendant sur le châtelain. Stefana tentera donc de s'emparer du parfum.
Lors d'une visite dans un château voisin, Disescu tombe amoureuse de la fille de son voisin, Suzette, à la suite d'une danse sensuelle. Une fois rentré au château, passablement éméché, il rejette Yvette et rejoint sa chambre. Là se trouve la jeune servante désormais en possession du fameux parfum. La ressemblance de Stefana avec Suzette et l'alcool aidant, Disescu cède aux avances de la servante. Le lendemain matin, Yvette découvre l'infidélité de son mari et chasse Stefana du château. Elle décide de pousser davantage sa vengeance en prenant pour amant un colporteur juif. Lorsque le mari apprend l'infidélité de sa fiancée, il condamne le marchand ambulant à mourir de faim dans les caves du château. Yvette réussit toutefois à le faire évader avant qu'il ne connaisse une fin tragique. Lorsque Diesescu découvre l'évasion du colporteur, il entre en colère et tue sa femme avant de se donner la mort ? Vient alors une scène finale allégorique : Disescu comparaît devant Dieu et s'accuse : « Dieu est le maître de l'amour ».

## Réception
Les critiques de l'époque semblent avoir réservé un accueil favorable au film.
Ludwig Brauner se fend ainsi dans Der Kinematograph d'une critique élogieuse, notamment sur la gestion de la lumière et de la photographie, ainsi que le jeu des acteurs, notamment la capacité de ces derniers à reproduire "les masques" du milieu aristocratique. La critique finale est positive mais nuancée: « le film compter parmi les perles d'un  choix de programme, même s'il ne s'agit pas d'un des plus précieux. »
J. Brandt produit lui aussi une critique positive à l'issue de la projection presse au Richard Oswald-Lichtspielen :

« Le film qui, à l'époque avait soulevé tant d'agitation dans les bureaux de polices les plus sourcilleux en matière de morale, est désormais montré pour la première fois. Tout est comme cela doit être établi, sans volonté de déchaîner d'une manière ou d'une autre les passions ou le scandale.  Le "maître de l'amour" est le propriétaire d'un domaine dans les Carpates, doté de tout l'autoritarisme et l'arbitraire des Boyards. Dans ce combat des sentiments, il veut soumettre à sa volonté chaque femme qu'il rencontre. La ficelle est tendue au maximum, et se brise avant que le "maître des cœurs" ne comprenne qu'il a joué avec sa bonne étoile à un jeu bien trop hasardeux. Le milieu social des personnages ainsi que leurs descriptions permettent des scènes d'une brutale volupté . Il n'était pas aisé de garder dans ces moments là la ligne du bon goût. Que l'ensemble soit bien abouti fait figure du mérite le plus remarquable du film, qui subjugue tant à travers sa captivante force dramatique que l’impressionnante tension de l'intrigue. Les scènes intimes, qui, dans leur raison d'être pourraient sembler culottées, comme grosso modo le moment où le châtelain découvre le compagnon de beuverie de sa femme endormie ou bien encore la scène vibrante d'érotisme avec le colporteur, sont dans leur composition totalement décente et artistiquement abouties.
Karl de Vogt apporte au rôle principal son imposante apparition ainsi sa puissance expression scénique. Gilda Lander est une femme  d'une effarante beauté, d'un charme sensuel, pétillant et différent. [...] La timidité obséquieuse  et l'impulsivité flamboyante d'Erika v. Unruh sont totalement excellentes. Sadjah Gezza s'incopore également avec harmonie dans ce bon ensemble ».

## Commentaire
Assez peu d'informations existent sur le film ; il est d'ailleurs considéré comme perdu. Le Maître de l'amour a acquis un statut quasi-mythique car, au-delà de la perte de la pellicule originale, Fritz Lang y est supposé avoir un rôle et apparaître à l'écran.
Le film reprend, en outre, dans sa distribution les deux acteurs principaux du premier film de Fritz Lang La Métisse, avec Carl de Vogt dans le rôle de Vasile Disescu, et Gilda Langer en Yvette. 

## Fiche technique
- Titre : Le Maître de l'amour
- Titre original : Der Herr der Liebe
- Réalisation : Fritz Lang
- Scénario : Leo Koffer
- Photographie : Ermil Schünemann
- Décor: Carl Ludwig Kirmse
- Production : Erich Pommer, Erwin Rosner
- Société de production : Helios Film
- Pays de production : République de Weimar
- Langue : allemand
- Format : Noir et blanc
- Genre : Drame
- Durée : 60 min
- Date de sortie : septembre 1919, Richard Oswald Lichtspiele, Berlin (avant-première) (République de Weimar)

## Distribution
- Gilda Langer : Yvette
- Carl de Vogt : Vasile Disescu
- Erika Unruh : Stefana
- Max Marlinski : Lazar, prostituée
- Sadjah Gezza : Suzette, fille du voisin de Disescu
- Fritz Lang : ?

## Voir ayussi